# Who's Gonna Fill Their Shoes
Albums de George Jones
By Request
(1984) Wine Colored Roses
(1986)
Who's Gonna Fill Their Shoes est un album de l'artiste américain de musique country George Jones. Cet album est sorti en 1985 sur le label Epic Records. Un clip vidéo a été réalisé pour le single Who's Gonna Fill Their Shoes.

## Liste des pistes
| No  | Titre                                             | Durée |
| --- | ------------------------------------------------- | ----- |
| 1.  | Who's Gonna Fill Their Shoes                      | 3:16  |
| 2.  | Just When                                         | 3:12  |
| 3.  | The One I Loved Back Then (The Corvette Song)     | 2:30  |
| 4.  | If I Painted a Picture                            | 2:47  |
| 5.  | If You Can Touch Her at All" (avec Lynn Anderson) | 3:28  |
| 6.  | Somebody Wants Me Out of the Way                  | 3:18  |
| 7.  | A Whole Lot of Trouble for You                    | 2:17  |
| 8.  | If Only You'd Love Me Again                       | 3:00  |
| 9.  | Call the Wrecker for My Heart                     | 2:56  |
| 10. | That's Good! That's Bad!" (avec Lacy J. Dalton)   | 3:03  |

## Positions dans les charts

### Album
| Chart (1985)                      | Positions |
| --------------------------------- | --------- |
| U.S. Billboard Top Country Albums | 6         |

### Singles
| Année | Single                                          | Positions  | Positions   |
| Année | Single                                          | US Country | CAN Country |
| ----- | ----------------------------------------------- | ---------- | ----------- |
| 1985  | "Who's Gonna Fill Their Shoes"                  | 3          | 2           |
| 1985  | "The One I Loved Back Then (The Corvette Song)" | 3          | 2           |
| 1986  | "Somebody Wants Me Out of the Way"              | 9          | 20          |